# Jude Célestin
Jude Célestin, né le 19 juin 1962 à Port-au-Prince, est un homme politique haïtien et le fondateur et président de la LAPEH (Ligue alternative pour le progrès et l'émancipation haïtienne) depuis 2015. Candidat à l'élection présidentielle de 2010-2011, à celle de 2015 (annulée pour cause d'irrégularités) puis à celle de novembre 2016, il prône la création d'emplois, la formation des cadres intermédiaires, le rehaussement de la culture haïtienne, la revalorisation de l'agriculture, et entre autres, l'amélioration du sort des enfants des rues de Port-au-Prince. 

## Biographie
Après des études secondaires à Port-au-Prince, Jude Célestin s'est lancé dans le domaine du génie mécanique sans diplôme. Il fut le directeur général du ministère de la Construction du gouvernement de René Préval. Il devint très populaire pour avoir restructuré le CNE (Centre national d'Équipements) et y avoir intégré les femmes. Le CNE a contribué à la reconstruction de routes et ponts après le violent séisme du 12 janvier 2010.

## Participation à l'élection présidentielle
Lors de l'élection présidentielle de 2010-2011, des fraudes électorales ont été d'une grande ampleur, les premiers résultats donnaient Mirlande Manigat en première place avec 31,4 % des voix, tandis que Jude Célestin avait 22,5 % et Michel Martelly 21,8 %. À la suite de ces résultats, des émeutes s'ensuivirent dans de nombreuses villes d'Haïti. 
Il est de nouveau candidat lors de l'élection présidentielle de 2015 (annulée pour cause d'irrégularités) puis à celle de novembre 2016.